# Pamięć tylko do odczytu

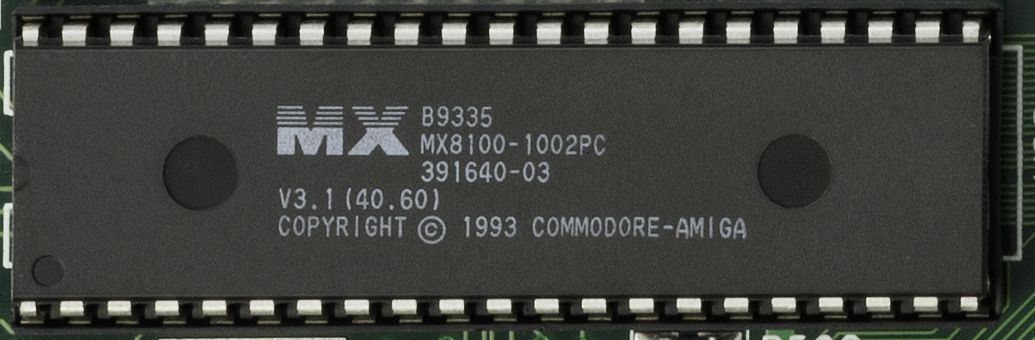
Pamięć ROM

Pamięć tylko do odczytu, ROM (ang. read-only memory) – pamięć półprzewodnikowa urządzenia elektronicznego, w szczególności komputera, dane z niej można tylko odczytywać, natomiast zapis jest niemożliwy albo wymaga dodatkowych czynności lub sprzętu (np. programatora). W tego typu pamięciach przechowywane są dane, które muszą być zachowane po odłączeniu urządzenia od zasilania.
Określenie ROM stosowane jest również w stosunku do optycznych (niepółprzewodnikowych), niekasowalnych nośników danych, m.in. CD-ROM, DVD-ROM.

## Rodzaje pamięci ROM
Ze względu na metodę zapisu najpopularniejsze rodzaje pamięci ROM to:
- ROM – pamięć tylko do odczytu programowana w trakcie produkcji. Czasami ROM jest zwana MROM (od ang. mask-programmable ROM)[1].
- PROM (programmable ROM) – programowalna pamięć jednokrotnego zapisu. Pierwsze pamięci tego typu były programowane przez przepalenie cieniutkich drucików wbudowanych w strukturę (tak zwane przepalanie połączeń), które zazwyczaj przeprowadza się w programatorach.
- EPROM (erasable programmable ROM) – kasowalna pamięć tylko do odczytu, do której zaprogramowania potrzebne jest specjalne urządzenie, zwane programatorem PROM (ang. PROM programmer lub PROM burner). Pamięć tego typu do powtórnego zaprogramowania wymaga kasowania, które przeprowadza się przez naświetlanie ultrafioletem. Pamięci te montowane są zazwyczaj w obudowie ceramicznej z „okienkiem” ze szkła kwarcowego, umożliwiającym skasowanie[1].
- EEPROM (electrically erasable programmable ROM) – pamięć kasowalna i programowalna elektrycznie, wykonywana w różnych postaciach, różniących się sposobem organizacji kasowania i zapisu[1].
  - flash EEPROM – rodzaj pamięci EEPROM, w których kasowanie odbywa się jednocześnie dla określonej w danym modelu części pamięci. Przy zapisywaniu dane są gromadzone w buforze i zapisywane razem. Zwykle minimalny rozmiar obszaru pamięci, który musi być jednocześnie skasowany (w tym przypadku ustawiony na logiczne 1), i obszar, który musi być jednocześnie zapisany, są różne od siebie i pierwszy jest wielokrotnością drugiego.